# Choćmirowo
Choćmirowo est une localité polonaise de la gmina rurale de Główczyce située dans le powiat de Słupsk en voïvodie de Poméranie. Elle se trouve à environ 28 km au nord-est de Słupsk et 87 km à l'ouest de la capitale régionale Gdańsk.

## Géographie

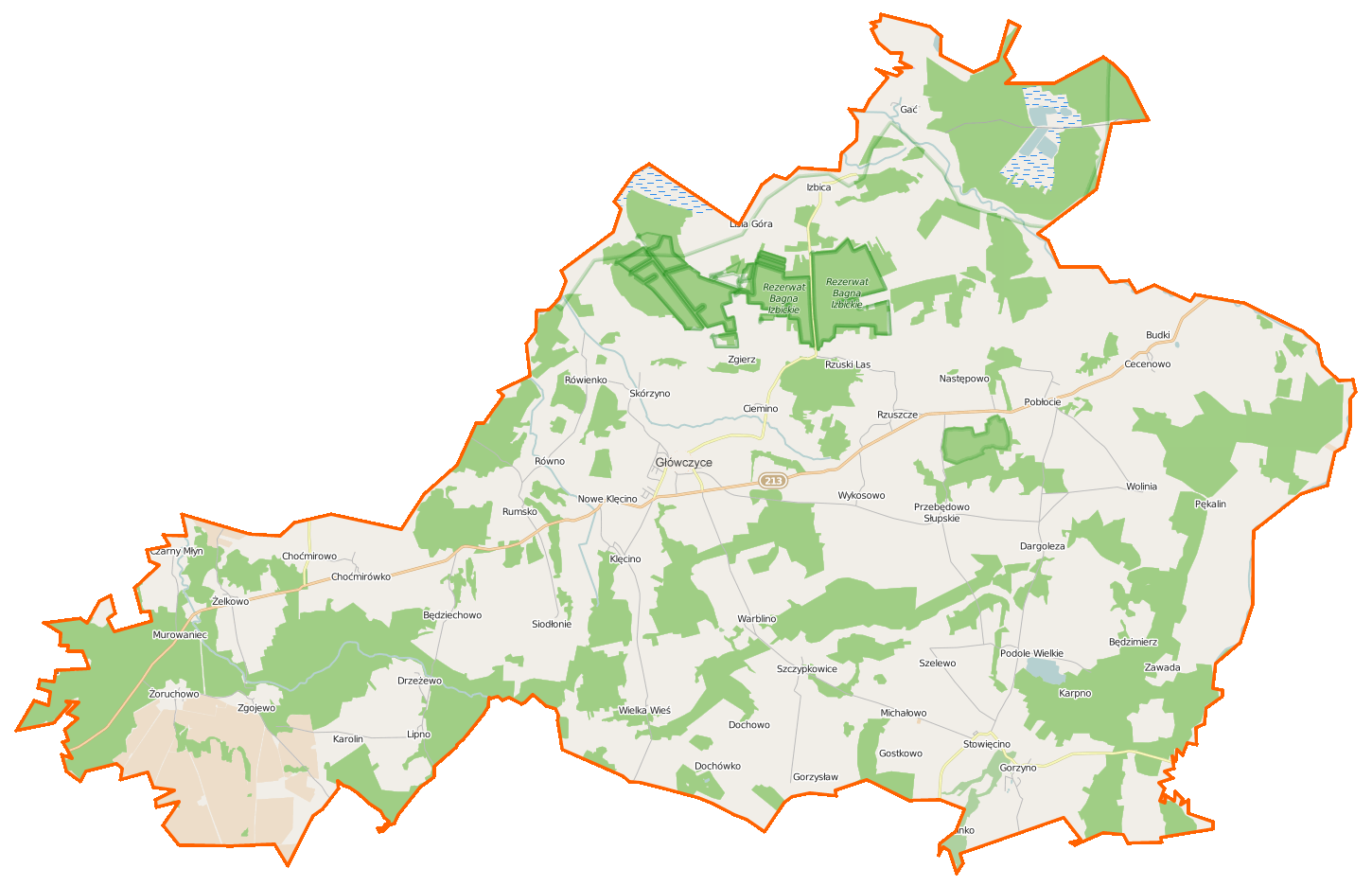
Carte de la gmina de Główczyce.

## Histoire
De 1648 à 1945, Alt Gutzmerow fait partie de l'arrondissement de Stolp dans le district de Köslin au sein de la province de Poméranie.